# Richard Williams (entrenador de tenis)
Richard Williams (Shreveport, 16 de febrero de 1942) es un entrenador de tenis estadounidense, y padre de Venus y Serena Williams.

## Primeros años
Williams era el mayor de los cinco hijos (y único varón) de Richard Dove Williams Sr. y Julia Mae Williams, con residencia en Shreveport (Luisiana).
Richard se graduó del colegio, se mudó a Saginaw (Míchigan) y finalmente a California, donde  conoció a Betty Johnson, con quien se casó en 1965. Tuvieron tres hijas y tres hijos antes de divorciarse en 1973.
En 1979 Williams conoció a Oracene Price, quién tenía tres hijas con su anterior marido. Se casaron en 1980, tras nacer Venus, y se establecieron en Compton (California).

## Carrera

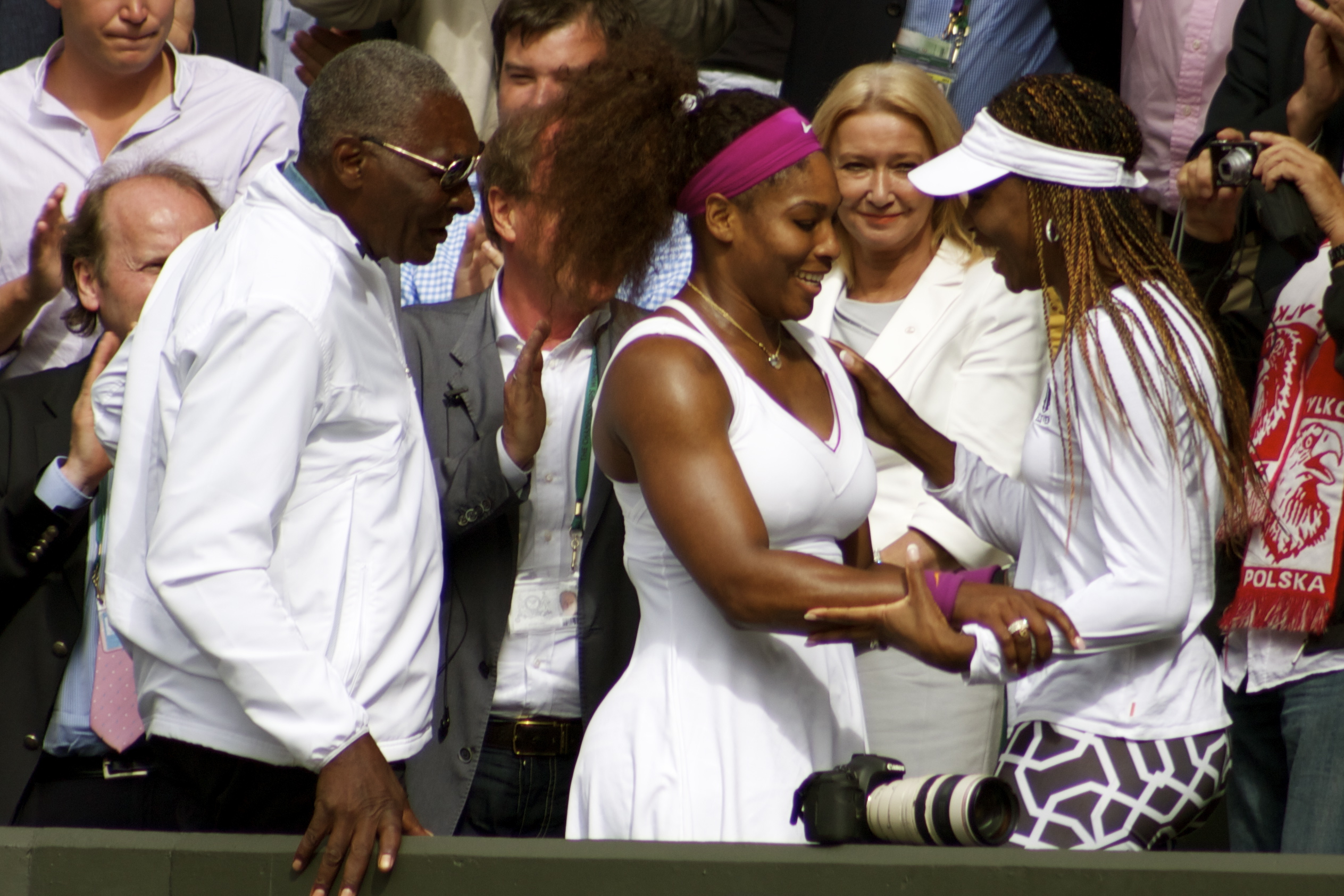
Richard Williams junto con sus hijas poco después de la victoria de Serena Williams en el campeonato de Wimbledon del año 2012

Recibió clases de tenis con un hombre conocido como "Old Whiskey" y decidió que sus futuras hijas serían tenistas profesionales cuando vio a Virginia Ruzici jugando en televisión. Williams señala que escribió un plan en un libro de 78 páginas. Empezó a dar lecciones a Venus y Serena cuando tenían cuatro años y medio; y comenzó a llevarlas a las canchas públicas de tenis. (Ahora dice que quizás las llevó demasiado pequeñas y que seis años es una mejor edad). Poco tiempo después, las llevó a los torneos de Shreveport. En 1995, Williams las sacó de una academia de tenis para entrenarlas él mismo.
Serena ganó el abierto de los EE. UU. en el año 1999; Venus venció a Lindsay Davenport y ganó el título de Wimbledon en el año 2000. Después de aquella victoria, Richard gritó "Straight Outta Compton!" (En referencia a una canción de N.W.A. que se basa en aquella área de Los Ángeles) y saltó a la cabina de transmisión de la NBC, cogiendo a Chris Evert por sorpresa y danzando el baile triunfal. Evert dijo que "pensaron que el techo venía abajo".

### Vida personal
Tiempo después, desempeñó una función menos visible en la carrera de sus hijas, girando a otros intereses como la fotografía. Consiguió otra vez el interés público en el año 2002  cuando se divorció de Oracene Price y tuvo apariciones con su novia nueva Lakeisha Graham, quien es un año mayor que Venus. Richard y Lakeisha se casaron el 2010. Su hijo, Dylan Starr Williams, nació en 2012.
En julio de 2016, Williams sufrió un accidente cerebrovascular antes de que sus hijas Venus y Serena ganaran el Campeonato de Wimbledon. Su mujer ha señalado que está en buenas condiciones.

## Cultura popular
El 19 de noviembre de 2021 se estrenó la película biográfica King Richard (El método Williams), por la que Will Smith ganó su primer premio Óscar en 2022 como protagonista.
La película está dirigida por Reinaldo Marcus Green y escrita por Zach Baylin.

## Libros
- Con Bart Davis, Black and White: The Way I See It (New York: Atria Books, 2014, ISBN 978-1476704203 ).[8]